# إيرفن بوبان
إيرفن بوبان (بالكرواتية: Ervin Boban)‏ هو لاعب كرة قدم كرواتي، ولد في 17 مارس 1965 في سبليت في كرواتيا. لعب مع نادي جوهر درول تقسيم 2 ونادي رادنيتشكي سبليت ووودلاندز ويلينغتون.